# Glodu (gmina Leordeni)
Glodu – wieś w Rumunii, w okręgu Ardżesz, w gminie Leordeni. W 2011 roku liczyła 261 mieszkańców.